# In situ carcinoma
Az in situ carcinoma: (ejtsd: in szitu karcinóma) egy rákfajta, amely csak azokat a sejteket érinti, ahonnan kiindul, és nem terjed át a környező szövetekre. Bár tumorfajta, vitatott, hogy rákként sorolandó-e be. Ez függ az in situ carcinoma helyétől (pl. méhnyak, bőr, mell). Egyesek nem sorolják be rákként, de leírják, hogy azzá alakulhat. Mások bizonyos típusokat nem invazív rákként sorolnak be. Használatos a „precarcinomás állapot” is.
Az in situ ductalis carcinoma (DCIS) olyan rákfajta, amelyben a kóros sejtek csak a tejcsatornák belső hámját érintik. A sejtek nem terjednek túl a tejcsatornán, nem terjednek rá az emlő egyéb szöveteire. Más néven intraductalis carcinomának is nevezik.
Az in situ lobularis carcinoma (LCIS) az emlő lobusaiban található kóros sejtburjánzás. Ez az állapot ritkán alakul invazív rákká, ugyanakkor növeli az emlőrák kialakulásának kockázatát, akár a másik emlőben is.